# Umberto Paolucci
Umberto Paolucci (Ravenna, 28 novembre 1944) è un dirigente d'azienda italiano.
Nato a Ravenna, Paolucci ha frequentato il Liceo Scientifico a Rimini e si è laureato a Bologna in Ingegneria Elettrotecnica nel 1969.
Dopo un breve periodo di insegnamento nelle Scuole Superiori, e il Servizio Militare come Sottotenente del Corpo Tecnico Chimico Fisico dell’Esercito Italiano (Difesa Nucleare, Biologica, Chimica), ha sempre operato nel mondo dell’Information Technology, prima con la Hewlett Packard e successivamente, fino alla posizione di Direttore Generale, con la General Automation di Anaheim (California), per poi fondare nel 1985 la filiale Italiana di Microsoft come Amministratore Delegato e Direttore Generale.
Dopo diversi anni di attività e di responsabilità internazionali, durante i quali ha sempre conservato la funzione di Presidente della filiale Italiana, è divenuto Vice Presidente di Microsoft Corporation nel 1998 e, nel febbraio 2003, Senior Chairman di Microsoft Europa Medio Oriente e Africa.
Rotariano, è stato Past President 1997/98 del Club Milano Sud Est, e socio onorario del Club Riccione-Cattolica.
Paolucci ha ricevuto nel 1998 una laurea Honoris Causa dall’Università di Bologna in Statistica e Informatica Aziendale.
Il 2 giugno 2002 è stato nominato Cavaliere del Lavoro dal Presidente della Repubblica Italiana, On. Dott. Carlo Azeglio Ciampi.
Nel 2003 gli sono state conferite le Chiavi d’Oro della sua città di origine, Cattolica.
Fra il 2004 e il 2006 Paolucci è stato Vice Presidente di Confcommercio con delega all’ Innovazione, e successivamente ha servito come membro dell’Advisory Board Nazionale fino al 2010.
Nel 2004 Sua Eminenza il Cardinale Arcivescovo di Milano, Mons. Dionigi Tettamanzi, ha nominato Umberto Paolucci Dottore ad Honorem del Collegio della Biblioteca Ambrosiana, retta da S.E. il Prefetto Mons. Gianfranco Ravasi, in occasione dell’inizio delle celebrazioni (2004-2009) del 400º anniversario della prestigiosa istituzione fondata nel 1607 dal Cardinale Federico Borromeo.
Nel 2005 il Pio Sodalizio dei Piceni, fondato a Roma agli inizi del XVII Secolo, lo ha nominato “Marchigiano dell'Anno”.
È stato nominato “Manager dell’anno 2005” dall’Associazione Manageritalia, che rappresenta i dirigenti del terziario.
Nel 2006 ha concluso un decennio di servizio nel Cda della Fondazione San Carlo dopo la conclusione del restauro di Palazzo Busca.
Dal 2006 al 2010 è stato Presidente della American Chamber of Commerce in Italy.
Dal 2006 al 2008 ha servito in qualità di Presidente di Enit-Agenzia Nazionale per il Turismo.
Dal 2009 al 2011 è stato Presidente della “Fondazione Milano”, che include l’Accademia Internazionale di Musica, la Scuola d’Arte Drammatica Paolo Grassi, il Dipartimento di Lingue e la Scuola di Cinema, Televisione e Nuovi Media.
Nel 2009 è stato nominato Grande Ufficiale dell'Ordine al Merito della Repubblica Italiana dal Presidente della Repubblica On. Dott. Giorgio Napolitano.
Nel 2010 gli è stato conferito il “Premio America” dalla Fondazione Italia-USA.
Nel 2010 l’Accademia dei Filopatridi, fondata nel 1651, gli ha conferito il “Lom d’Or “, il Premio d’Onore dei Romagnoli.
Nel 2013 ha ricevuto l’Annual Award dei Consoli accreditati a Milano e in Lombardia.
Paolucci è stato inoltre consigliere di amministrazione di GEOX SpA, COESIA SpA, Banca Profilo SpA, AEFFE SpA, Pirelli SpA, Datalogic SpA, IT Holding SpA, CTS EXPO, UPA (Utenti Pubblicità Associati), Exprivia Spa, Dedalus Holding Spa, oltre a diverse istituzioni ed organizzazioni in Europa, Medio Oriente e Africa per conto di Microsoft Corporation.
In ottobre 2010 Paolucci ha concluso dopo 25 anni di servizio la sua collaborazione con Microsoft per assumere il ruolo di imprenditore ed investitore attraverso una sua Holding di Partecipazioni.

## Onorificenze
- Nel dicembre 2003 gli sono state conferite le Chiavi d'Oro della sua città di origine, Cattolica.
- Il 25 novembre 2004 S.E. il Cardinale Arcivescovo di Milano, Mons. Dionigi Tettamanzi, ha nominato Umberto Paolucci Dottore ad Honorem del Collegio della Biblioteca Ambrosiana, retta da S.E. il Prefetto Mons. Gianfranco Ravasi, in occasione dell'inizio delle celebrazioni (2004-2009) del 400º anniversario della prestigiosa istituzione fondata nel 1607 dal Cardinale Federico Borromeo.